# Wilford
Wilford – wieś w Anglii, w hrabstwie Nottinghamshire, w dystrykcie Rushcliffe. Leży 4 km na południowy zachód od miasta Nottingham i 173 km na północny zachód od Londynu.